# Sebastian Walch (Sprecher)
Sebastian Walch (* 1968 oder 1970) ist ein deutscher Schauspieler, Synchron-, Hörspiel- und Werbesprecher, sowie Moderator.

## Werdegang
Walch absolvierte sein Studium zum Diplomschauspieler am Schauspielinstitut Hans Otto in Leipzig. Zunächst sammelte er erste Erfahrungen in Film- und TV-Produktionen. Mittlerweile ist er vor allem als Werbe- und Synchronsprecher tätig. So war er als Station Voice im Fernsehen und Radio für Sender wie Sat.1, ARD und RBB zu hören. Daneben ist er häufig in der Werbung zu hören, u. a. für Senseo, Ariel und Amazon.

## Privat
Walch hat drei Kinder und lebt in Berlin.